# Lotononis amajubica
Lotononis amajubica là một loài thực vật có hoa trong họ Đậu. Loài này được (Burtt Davy) B.-E. van Wyk miêu tả khoa học đầu tiên năm 1991.